# Schizoneuraphis gallarum
Schizoneuraphis gallarum är en insektsart som beskrevs av Van der Goot 1917. Schizoneuraphis gallarum ingår i släktet Schizoneuraphis och familjen långrörsbladlöss. Inga underarter finns listade i Catalogue of Life.